# تپه عطارو
تپه عطارو مربوط به سده‌های میانه دوران‌های تاریخی پس از اسلام است و در شهرستان شاهرود، بخش بیارجمند، دهستان خوارتوارن، غرب روستای ابوالحسنی واقع شده و این اثر در تاریخ ۷ اسفند ۱۳۸۶ با شمارهٔ ثبت ۲۱۴۱۴ به‌عنوان یکی از آثار ملی ایران به ثبت رسیده است.